# Oštećenje mozga
Neurotrauma, oštećenje mozga ili povreda mozga je uništavanje ili degeneracija ćelija mozga. Ozlede mozga nastaju zbog širokog spektra unutrašnjih i vanjskih faktora. Generalno, oštećenje mozga se odnosi na značajna, nediskriminirajuća oštećenja izazvana traumom, dok se neurotoksičnost obično odnosi na selektivno, hemijski indukovano oštećenje neurona.
Uobičajena kategorija sa najvećim brojem povreda je traumatska ozleda mozga nakon fizičke traume ili ozlede glave od vanjskog izvora, a izraz stečena moždana ozleda koristi se u odgovarajućim krugovima za razlikovanje moždanih ozleda nastalih nakon rođenja od povrede, usled genetskog poremećaja ili od urođenog poremećaja. Primarne i sekundarne povrede mozga identifikuju procese koji su uključeni, dok žarišna i difuzna povreda mozga opisuje ozbiljnost i lokalizaciju.
Nedavna istraživanja pokazala su da neuroplastičnost, koja omogućuje mozgu da se reorganizuje formirajući nove neuronske veze tokom života, omogućava preuređenje njegovog rada. To omogućava mozgu da kompenzuje za povrede i bolesti.

## Znaci i simptomi
Simptomi ozlede mozga variraju u zavisnosti od težine povrede ili od toga koliko je mozak pogođen. Tri kategorije koje se koriste za klasifikaciju težine povreda mozga su blaga, umerena ili teška.

### Blage moždane povrede
Simptomi blage povrede mozga uključuju glavobolju, zbunjenost, zujanje u ušima, umor, promene načina spavanja, raspoloženja ili ponašanja. Ostali simptomi uključuju probleme sa pamćenjem, koncentracijom, pažnjom ili razmišljanjem. Mentalni umor je uobičajeno debilitirajuće iskustvo i pacijent ga ne može dovesti u vezu sa prvobitnim (manjim) incidentom. Narkolepsija i poremećaji spavanja su česte pogrešne dijagnoze.

### Umerene/ozbiljne moždane povrede
Kognitivni simptomi uključuju zbrku, agresivnost, nenormalno ponašanje, mutni govor, i komu ili druge poremećaje svesti. Fizički simptomi uključuju glavobolje koje se pogoršavaju ili ne nestaju, povraćanje ili mučninu, konvulzije, nenormalno širenje očiju, nemogućnost buđenja iz sna, slabost u ekstremitetima i gubitak koordinacije.

### Simptomi kod dece
Simptomi primećeni kod dece uključuju promenu navika ishrane, stalnu razdražljivost ili tugu, promene pažnje, poremećene navike spavanja ili gubitak interesovanja za igračke.

### Lokacija moždane povrede predviđa simptome
Na simptome povreda mozga takođe može uticati lokacija povrede, i kao rezultat oštećenja su specifična za deo mozga koji je zahvaćen. Veličina povrede je u korelaciji sa ozbiljnošću, oporavkom i razumevanjem. Povrede mozga često stvaraju umanjenje ili invaliditet koji mogu značajno varirati u težini.
U slučaju teških povreda mozga, verovatnoća pojave područja sa trajnim onesposobljenjem je velika, uključujući neurokognitivni deficit, deluzije (često specifične, monotematičke zablude), probleme sa govorom ili kretanjem, i intelektualne nesposobnosti. Može doći i do promene ličnosti. Najteži slučajevi rezultiraju komom ili čak trajnim vegetativnim stanjem. Čak i blagi incident može imati dugoročne efekte ili prouzrokovati pojavu simptoma godinama kasnije.
Studije pokazuju da postoji povezanost između lezije mozga i poremećaja jezika, govora i specifičnih kategorija. Vernikeova afazija je povezana sa anomijom, nesvesnim sačinjavanjem reči (neologizmima) i problemima sa razumevanjem. Simptomi Vernikeove afazije prouzrokovani su oštećenjem zadnjeg dela superiornog temporalnog girusa.
Oštećenja na Brokovom području obično proizvode simptome poput izostavljanja funkcionalnih reči (agrammatizam), promene produkcije zvukova, disleksije, disgrafije i problema sa razumevanjem i proizvodnjom. Brokova afazija ukazuje na oštećenje zadnjeg donjeg frontalnog zida mozga.
Povreda nakon oštećenja regije mozga ne mora nužno da podrazumeva da je oštećeno područje u potpunosti odgovorno za oštećeni kognitivni proces. Na primer, u čistoj aleksiji sposobnost čitanja se uništava lezijom koja oštećuje levo vidno polje i vezu između desnog vidnog polja i jezičnih područja (Brokovo područje i Vernikeovo područje). Međutim, to ne znači da osoba koja boluje od čiste aleksije nije u stanju da razume govor - već samo da ne postoji veza između njihovog radnog vizuelnog korteksa i jezičkih područja - što pokazuje činjenica da čisti aleksičari i dalje mogu da pišu, govore, pa čak i prepisuju pisma bez razumevanja njihovog značenja.
Povrede fusiformnog girusa često rezultiraju prosopagnozijom, nemogućnošću razlikovanja lica i drugih složenih objekata jednih od drugih. Lezije u amigdali bi uklonile pojačanu aktivaciju viđenu u okcipitalnom i fusiformnom vidnom području kao odgovor na strah. Lezije amigdale menjaju funkcionalni obrazac aktivacije do emocionalnih podražaja u regionima koji su udaljeni od amigdale.
Ostale lezije vidnog korteksa imaju različite efekte u zavisnosti od mesta oštećenja. Lezije na V1, na primer, mogu da izazovu slepoću na različitim delovima mozga u zavisnosti od veličine lezije i lokacije u odnosu na kalcarinsku pukotinu. Lezije na V4 mogu izazvati slepoću boje, a bilateralne lezije na MT/V5 mogu prouzrokovati gubitak sposobnosti opažanja pokreta. Lezije parietalnih režnjeva mogu rezultirati agnozijom, nemogućnošću prepoznavanja složenih predmeta, mirisa ili oblika ili amorfosintezom, gubitkom percepcije na suprotnoj strani tela.

## Uzroci
Povrede mozga mogu biti posledica brojnih stanja, uključujući:
- trauma; višestruke traumatske povrede mogu dovesti do hronične traumatske encefalopatije. Povreda prevrata nastaje kada sila koja udara u glavu nije samo dovoljno jaka da izazove kontuziju na mestu udara, već je sposobna i da pomeri mozak i izazove njegovo brzo pomeranje u suprotnu stranu lobanje, izazivajući dodatne kontuzije.
  - otvorena povreda glave
  - zatvorena povreda glave
  - penetrirajuća: kada oštar predmet uđe u mozak, uzrokujući veliku površinu oštećenja. Prodorne povrede izazvane mecima imaju stopu smrtnosti od 91 posto.
- povrede usporavanja
- trovanje; na primer, od teških metala uključujući živu i jedinjenja olova
- Genetski poremećaj
- hipoksija, uključujući hipoksiju pri rođenju[18]
- tumori
- infekcije
- moždani udar koji dovodi do infarkta, koji može da prati trombozu, emboliju, angiome, aneurizme i cerebralnu arteriosklerozu.[19]
- neurološke bolesti ili poremećaji kao što su cerebralna paraliza, Parkinsonova bolest itd.
- hirurgija
- Poremećaj upotrebe supstanci
- neurotoksini - izloženost zagađenju ili biološka izloženost (Annonaceae, rotenon,[20] spore Aspergillus, groznica Zapadnog Nila, virusni meningitis)
- pokušaj samoubistva kao što je vešanje, pad sa visine, pa čak u retkim slučajevima i pucanje iz vatrenog oružja, itd.

### Hemoterapija
Hemoterapija može izazvati oštećenje mozga neuralnih matičnih ćelija i ćelija oligodendrocita koje proizvode mijelin. Zračenje i hemoterapija mogu dovesti do oštećenja moždanog tkiva tako što ometaju ili zaustavljaju dotok krvi u zahvaćena područja mozga. Ova šteta može izazvati dugoročne efekte kao što su, ali ne ograničavajući se na; gubitak pamćenja, konfuzija i gubitak kognitivnih funkcija. Oštećenje mozga izazvano zračenjem zavisi od toga gde se tumor na mozgu nalazi, količine korišćenog zračenja i trajanja lečenja. Radiohirurgija takođe može dovesti do oštećenja tkiva što dovodi do toga da oko 1 od 20 pacijenata zahteva drugu operaciju za uklanjanje oštećenog tkiva.

## Literatura
- Sam Kean (2015). The Tale of the Dueling Neurosurgeons: The History of the Human Brain as Revealed by True Stories of Trauma, Madness, and Recovery. Back Bay Books. ISBN 978-0316182355.

## Spoljašnje veze
- Oštećenje mozga на веб-сајту  (језик: енглески)

- Brain injury на веб-сајту  (језик: енглески)